# De sterrenheilige en andere verhalen
De sterrenheilige en andere verhalen (Engels: The Proxy Intelligence) is een sciencefictionverhalenbundel uit 1957 van de Canadese schrijver A.E. van Vogt.

## Korte verhalen
1. De sterrenheilige (The Star Saint, 1951)
2. Het overtreffende intellect (The Proxy Intelligence, 1968), onderdeel van Meesterbrein IQ 10.000
3. De probleemprofessor (The Problem Professor (Project Spaceship) , 1949)
4. Wedergeboorte (Rebirth of Earth (The Flight that Failed) )
5. De Gryb (The Gryb (Repetition) , 1940), bewerking opgenomen in Oorlog tegen de Rull
6. Het onzichtbaarheidsgambiet (The Invisibility Gambit (Abdication) , 1956)
7. De laatste hoop (Rogue Ship (The Twisted Man) , 1950), bewerking opgenomen in Rebellie in de ruimte
8. De vernielers (The Earth Killers, 1949)